# Zigfrīds Anna Meierovics
Zigfrīds Anna Meierovics (Durbe, 6 de febrer de 1887 - Tukums, 22 d'agost de 1925) va ser un polític letó que va ocupar el nou càrrec de Ministre d'Afers Exteriors de Letònia (19 de novembre, 1918 - 25 de gener, 1925) i més endavant va ser el Primer Ministre de Letònia en dues ocasions (19 de juny, 1921 - 26 de gener, 1923 i 28 de juny 1923 - 26 de gener, 1924). Va ser un dels fundadors de la Unió d'Agricultors Letons, el partit des del qual va exercir la política.

## Biografia
Meierovics va néixer en una família de pare un metge jueu i de mare letona anomenada Anna, morí en el part. El pare de Meierovics va patir una malaltia mental i, per tant, el jove Meierovics va créixer amb la família del seu oncle. Va estudiar a la Politècnica de Riga.

## Carrera política
A partir de 1911 Meierovics va pertànyer a diverses organitzacions letones, en particular, a la Societat letona de Riga. Durant la Primera Guerra Mundial va treballar en el Comitè per als Refugiats de Letònia i en el Comitè organitzador d'unitats de fusellers de Letònia. Després de la revolució de febrer, es va traslladar a Riga on va començar a exercir la política de manera professional. L'11 de novembre de 1918, mentre treballava per al Consell Nacional de Letònia, va rebre la confirmació per escrit en la qual el Regne Unit reconeixia Letònia com a estat de facto. El 19 de novembre de 1918, Meierovics es va convertir en el primer ministre d'Afers Exteriors de Letònia, un dia després de la proclamació de la República de Letònia. Va ser membre del Consell Popular de Letònia, l'Assemblea Constitucional de Letònia i el primer del Saeima.
El 17 de març de 1922 Meierovics va ser condecorat amb l'Orde Polònia Restituta de 1a classe. El 30 de maig de 1922, Meierovics va ser condecorat amb l'Orde de Sant Silvestre de 1a classe. També va ser condecorat amb l'Orde de les Tres Estrelles, l'Ordre de la Rosa Blanca i la Creu de Guerra.

## Vida privada
El 28 de setembre de 1910, Meierovics es va casar amb Anna Fielhold, amb qui va tenir tres fills, dos homes i una nena - Helmuts, Ruta i Gunars. El 18 de febrer de 1924 es van divorciar i el 7 de juny del mateix any es va casar amb Kristīne Backman.

## Mort
Zigfrīds Anna Meierovics va morir en un accident de cotxe el 22 d'agost de 1925, a prop de Tukums, a l'edat de 38.